# Cathalistis
Cathalistis is een geslacht van vlinders in de onderfamilie Compsocteninae van de familie Eriocottidae. De wetenschappelijke naam van het geslacht is voor het eerst geldig gepubliceerd in 1917 door Edward Meyrick.

## Soorten
- Cathalistis bispinosa
- Cathalistis orinephela
- Cathalistis secularis